# Piazza al Serchio
Piazza al Serchio é uma comuna italiana da região da Toscana, província de Lucca, com cerca de 2.556 habitantes. Estende-se por uma área de 27 km², tendo uma densidade populacional de 95 hab/km². Faz fronteira com Camporgiano, Giuncugnano, Minucciano, San Romano in Garfagnana, Sillano.

## Demografia
| Variação demográfica do município entre 1861 e 2011                               |
|                                                                                   |
| Fonte: Istituto Nazionale di Statistica (ISTAT) - Elaboração gráfica da Wikipedia |